# Akysis brachybarbatus
Akysis brachybarbatus es una especie de pez de la familia Akysidae en el orden de los Siluriformes.

## Morfología
• Los machos pueden llegar alcanzar los 5 cm de longitud total.

## Alimentación
Es carnívoro.

## Distribución geográfica
Se encuentran en Asia: cuenca del río Mekong en Yunnan.